# John William Strutt Rayleigh
John William Strutt, lord Rayleigh (n. 12 noiembrie 1842, Maldon, Anglia, Regatul Unit al Marii Britanii și Irlandei – d. 30 iunie 1919, Terling⁠(d), Anglia, Regatul Unit al Marii Britanii și Irlandei) a fost un fizician englez, laureat al Premiului Nobel pentru Fizică în 1904, pentru investigațiile sale asupra densităților celor mai importante gaze și pentru descoperirea argonului ca o consecință indirectă a acestor studii. A fost al III-lea baron Rayleigh, moștenind titlul nobiliar de la tatăl său.
Unitatea Rayl de măsurare a impedanței acustice specifice este numită după el.

## Biografie
John William Strutt Rayleigh a fost profesor universitar la Cambridge și Londra. A avut contribuții la teoria sunetelor (rezonanța) și a difuziunii moleculare a luminii (împrăștiere, polarizare). A studiat, între altele, propagarea undelor (legea lui Rayleigh) și a explicat culoarea albastră a cerului; împreună cu William Ramsay a descoperit în 1894, elementul chimic argon; a dat o valoare numărului lui Avogadro. În electricitate a definit unitatea de măsură a rezistenței electrice "ohmul".. 
În anul 1904 a primit Premiul Nobel pentru Fizică.